# Mauricio Alonso Rodríguez
Mauricio Alonso "Pipo" Rodríguez Lindo (San Salvador, 1945. szeptember 12. – ) salvadori válogatott labdarúgó, edző.

## Pályafutása

### Klubcsapatban
Pályafutása során számos salvadori csapatban megfordult, de a leghosszabb időt az Universidad de El Salvador csapatában töltötte.

### A válogatottban
1963 és 1972 között szerepelt a salvadori válogatottban. Részt vett az 1968. évi nyári olimpiai játékokon és az 1970-es világbajnokságon, ahol mindhárom csoportmérkőzésen pályára lépett.

### Edzőként
1980 és 1982 között a salvadori válogatott szövetségi kapitánya volt és irányításával kijutottak az 1982-es világbajnokságra.